# Carlos-Enrique Ruiz

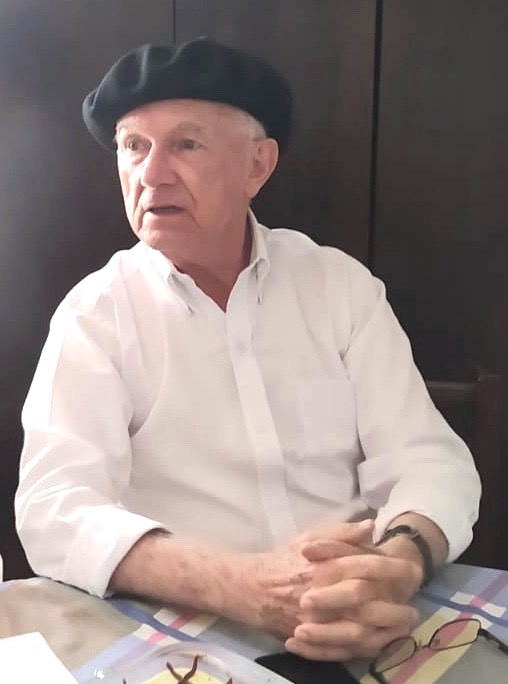
Carlos-Enrique Ruiz

Carlos-Enrique Ruiz (* 1943 in Manizales, Kolumbien) ist Dichter, Essayist, Hochschulprofessor und ehemaliger Rektor der Universidad Nacional de Colombia. Er ist Gründer und Herausgeber der  Literaturzeitschrift „Aleph“. Seine essayistischen und literaturkritischen Werke sowie seine Poesie sind in mehreren internationalen Zeitschriften erschienen.

## Werke (Auswahl)
- Decires (1981)
- Sesgo de claveles (2004)
- Nociones del vigía (2005)
- Las lluvias del verano (2006)
- Tregua al amanecer (2007)
- El clamor de la clepsidra (2010)